# 産近甲龍
産近甲龍（さんきんこうりゅう）とは、近畿地方の準難関私立大学とされる4つの私立大学を示す通称である。

## 概要
具体的には以下の4大学を指し、名称は各校名の頭文字の組み合わせによる。括弧内は学部の置かれているキャンパスの位置している都道府県と市町村を表す。
- (産：さん)　京都産業大学　(京都府京都市北区)
- (近：きん)　近畿大学　(大阪府東大阪市・大阪府大阪狭山市・奈良県奈良市・和歌山県紀の川市・広島県東広島市・福岡県飯塚市)
- (甲：こう)　甲南大学　(兵庫県神戸市東灘区・兵庫県神戸市中央区・兵庫県西宮市)
- (龍：りゅう)　龍谷大学　(京都府京都市伏見区・京都府京都市下京区・滋賀県大津市)

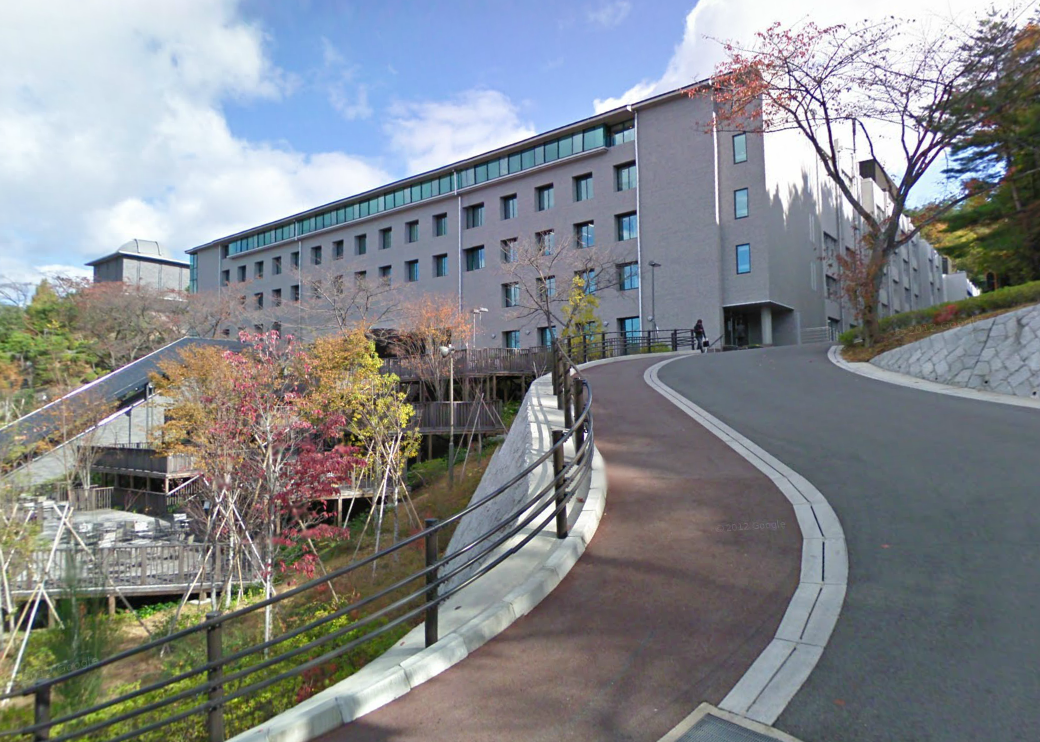
京都産業大学
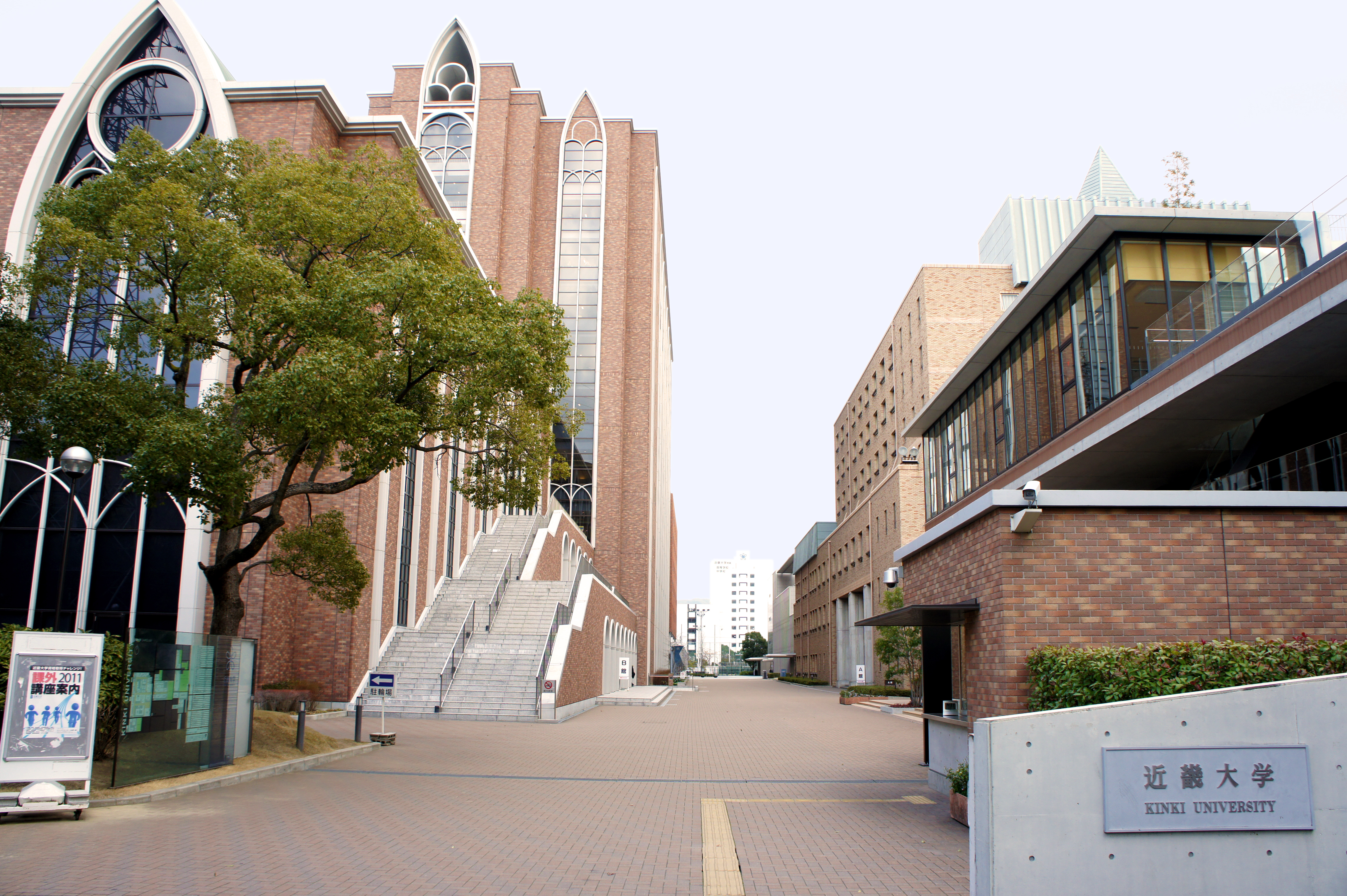
近畿大学
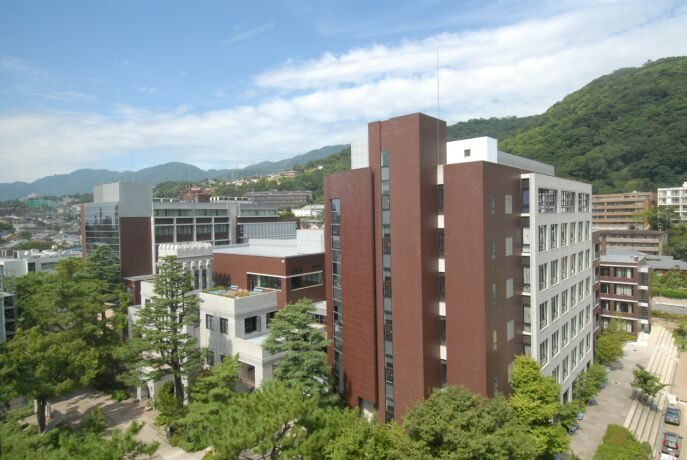
甲南大学
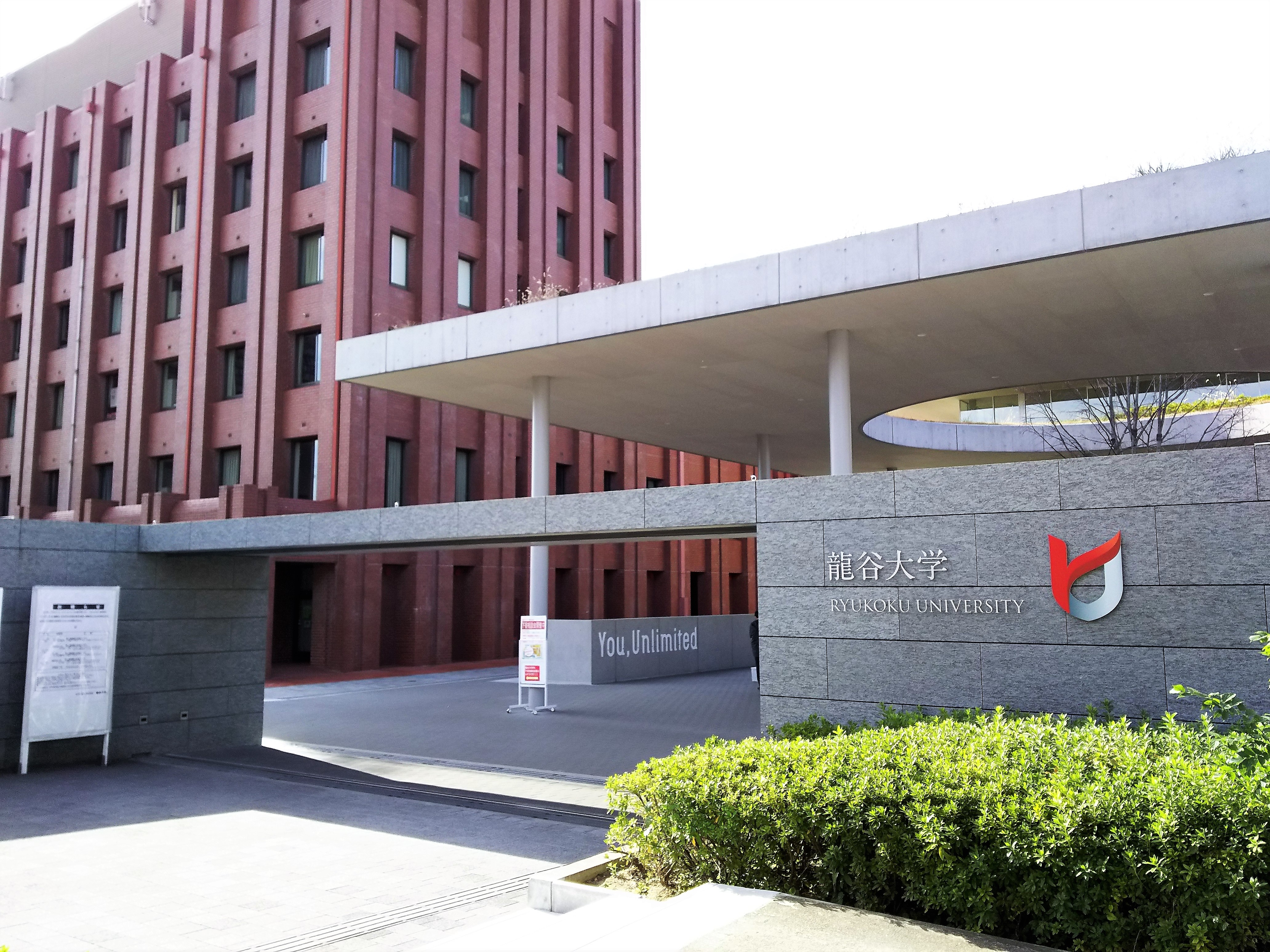
龍谷大学

## 由来
1980年代後半頃、関西を拠点に置く、いくつかの予備校において、「龍甲産近」というグループ付けで、生徒を募集する事例が既にあった。その由来としては、旺文社の螢雪時代で使われ始めたという説がある。

## 近年
兵庫の甲南大学の代わりに京都の佛教大学を加えた「産近佛龍」も京都や滋賀などの進学塾でしばしば使われている。2019年に大学通信常務の安田賢治が「これまで中堅私大グループとして『産近甲龍』（京都産業大・近畿大・甲南大・龍谷大）と呼ばれてきたが、最近は京都を中心に『産近佛龍』として人気を集めています」と語り、また近大は「全体的に女子が増えていることが、大学のレベルアップ、イメージ向上につながっている」とし「『関関近立』はありえるでしょう」とも語っている。

## その他
これらの4大学は近年難化が続いてきた有名大学である。
この大学群は近畿地方では関関同立に次ぐグループである。